# Fountain
Fountain ("Fontæne") er en såkaldt "readymade" af Marcel Duchamp fra 1917. Det drejer sig om et signeret urinal, en almindelig pissoirkumme, der som en handelsvare kunne købes på markedet. Denne genstand regnes for et af nøgleværkerne i moderne kunst.  Urinalet blev afvist af Society of Independent Artists til deres udstilling i Grand Central Palace i New York april 1917, og det værket er siden blevet brugt som afsæt for diskussioner om kunstbegrebet og kunstnerens rolle. Originalen fra 1917 er bortkommet, men der eksisterer et fotografi taget af Alfred Stieglitz til magasinet The Blind Man. Duchamp har godkendt adskillige replika, der findes på forskellige museer.